# Novair
Novair var ett svenskt flygbolag som flög charter med Arlanda som huvudbas. Novair (Nova Airlines AB) ägdes av Lars Thuesen genom Jet Nordic groupe där även flygbolaget Jettime ingår. Novair hade 137 anställda. År 2006 flög cirka 800 000 passagerare med Novair, varav 85 procent var Apollo-resenärer.
Novair flög till charterresmål runt Medelhavet, Egypten och Kanarieöarna, och flög tidigare även till resmål längre bort så som till Thailand, Indien, Vietnam, Mexiko och Dominikanska Republiken. Longhaul-trafiken flögs främst med Novairs egna A330-200 och efter att Novair avyttrat dessa, med inhyrda A330 antingen från Orbest, Air Europa eller Air Lingus.
2015 beställde Novair tre stycken A321neo med beräknad levereras 2017, denna order minskades senare till två a321neo, då man valt att lägga ner Göteborgsbasen.
Under 2016/2017 sköttes trafiken med en egen A321 samt en inhyrd A320 från Titan Airways. 
2015 beslutades det att i mars 2016 lägga ner basen på Göteborg Landvetter Flygplats. 
September 2019 lades även basen i Oslo ner, och enda kvarvarande bas var då på Stockholm Arlanda.
2004 bytte Novair logotyp från den ursprungliga med pilar till den nya som följer samma standard som moderbolaget Apollo använder sig av. Airbus A321neo flygen har dock logotypen "Apollo by Novair" målad på sidan av flygplanskroppen.
Taxfreeförsäljningen ombord skedde via danska Airshoppen.
Den 6.4.2021 meddelade Apollo att de säljer Novair till danska Jet Nordic Group. Der Touristik skrev att försäljningen byggde på " strategiskt långsiktigt och nordiskt samarbete mellan parterna".
I samband med övertagandet bytte Novair logotype till en som påminner om den ursprungliga.

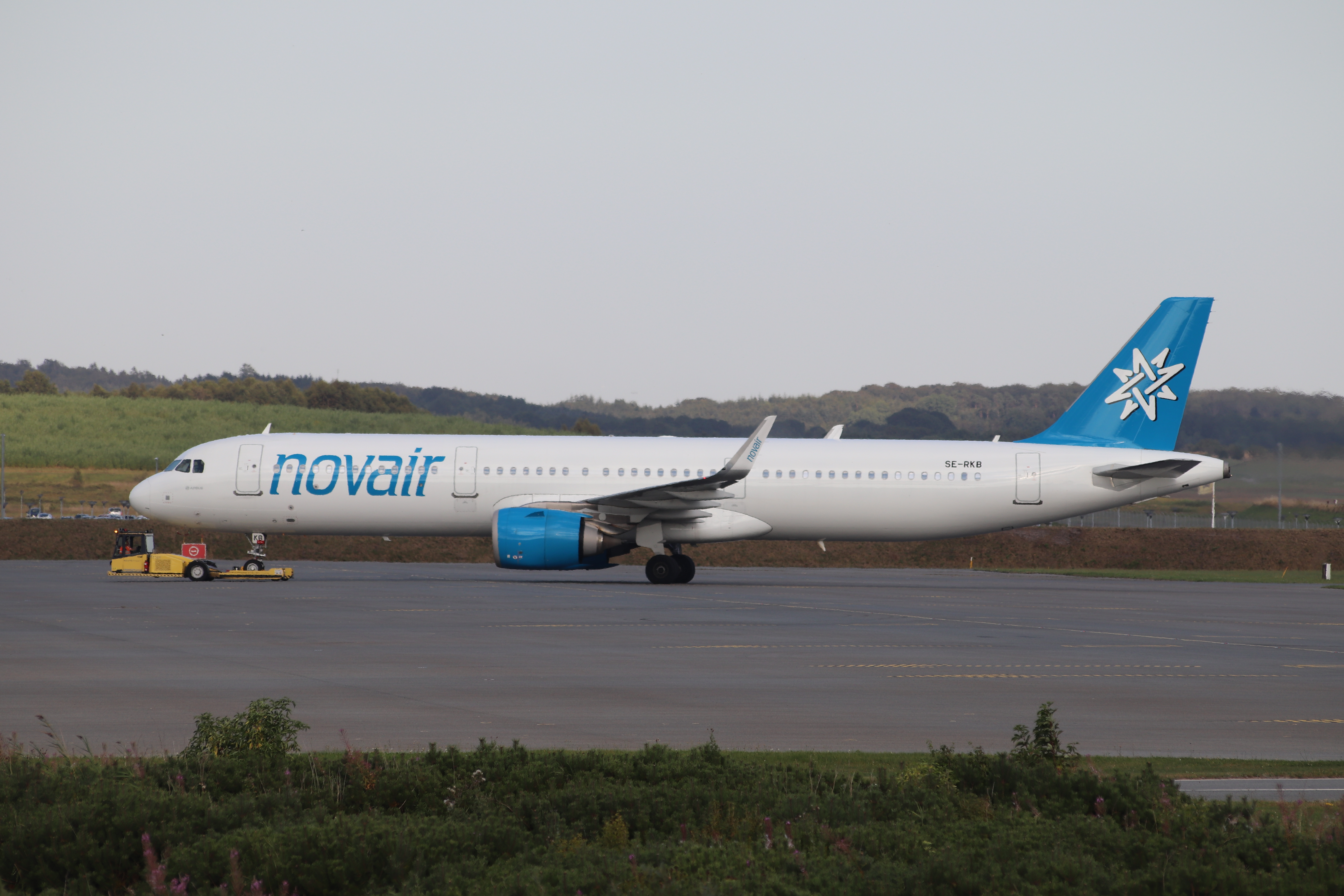
Novair med sin nygamla logotype

Redan i början av 2023 meddelade Apollo att man avbröt samarbetet med sitt forna flygbolag då sommarsäsongens flygningar är genomförda. Istället anlitade Apollo flygbolaget BRA för delar av vinterns flygningar. 
Tidningen Travel News meddelar den 16.2.2023 att Jet Nordic Group väljer att avveckla Novair under hösten 2023 då bolaget inte hittat någon annan researrangör att flyga åt.

## Destinationer
För vintersäsongen 2017-2018
Kap Verde, Maderia, Teneriffa, Fuerteventura, Lanzarote och Gran Canaria
För sommarsäsongen 2018
Karpathos, Korfu, Kos, Kreta (Chania), Preveza, Rhodos, Santorini, Zakynthos, Split, Fuerteventura och Antalya, Burgas
För vintersäsongen 2019-2020
Madeira, Teneriffa, Fuerteventura, Gran Canaria och Hurghada (Egypten)
Vintersäsongen påverkades kraftigt då Covid-19 pandemin satte stora delar av verksamheten på marken i mars 2020. Under sommarsäsongen 2020 flögs ett fåtal destinationer.
För vintersäsongen 2020-2021
Fuerteventura och Gran Canaria, Teneriffa, Madeira, Hurgada
För sommarsäsongen 2021
Preveza, Zakynthos, Fuerteventura, Kos, Kreta (Chania), Rhodos, Corfu

## Flotta

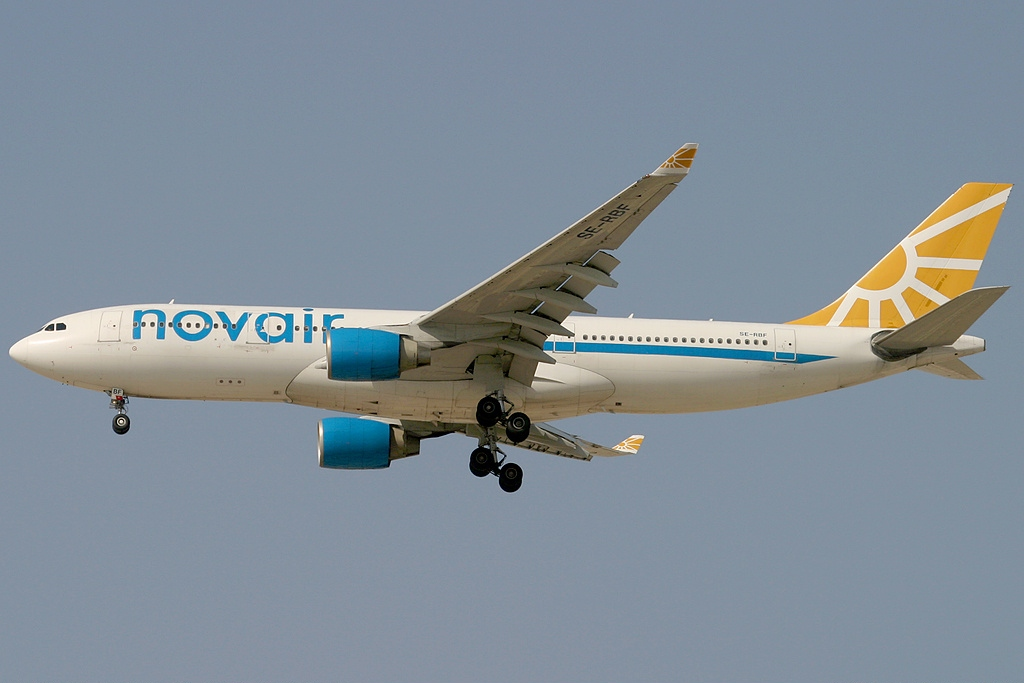
Novairs Airbus A330-200
Skötte mestadels long-haul trafiken, men trafikerade även under sommarsäsongen stora destinationer vid Medelhavet.

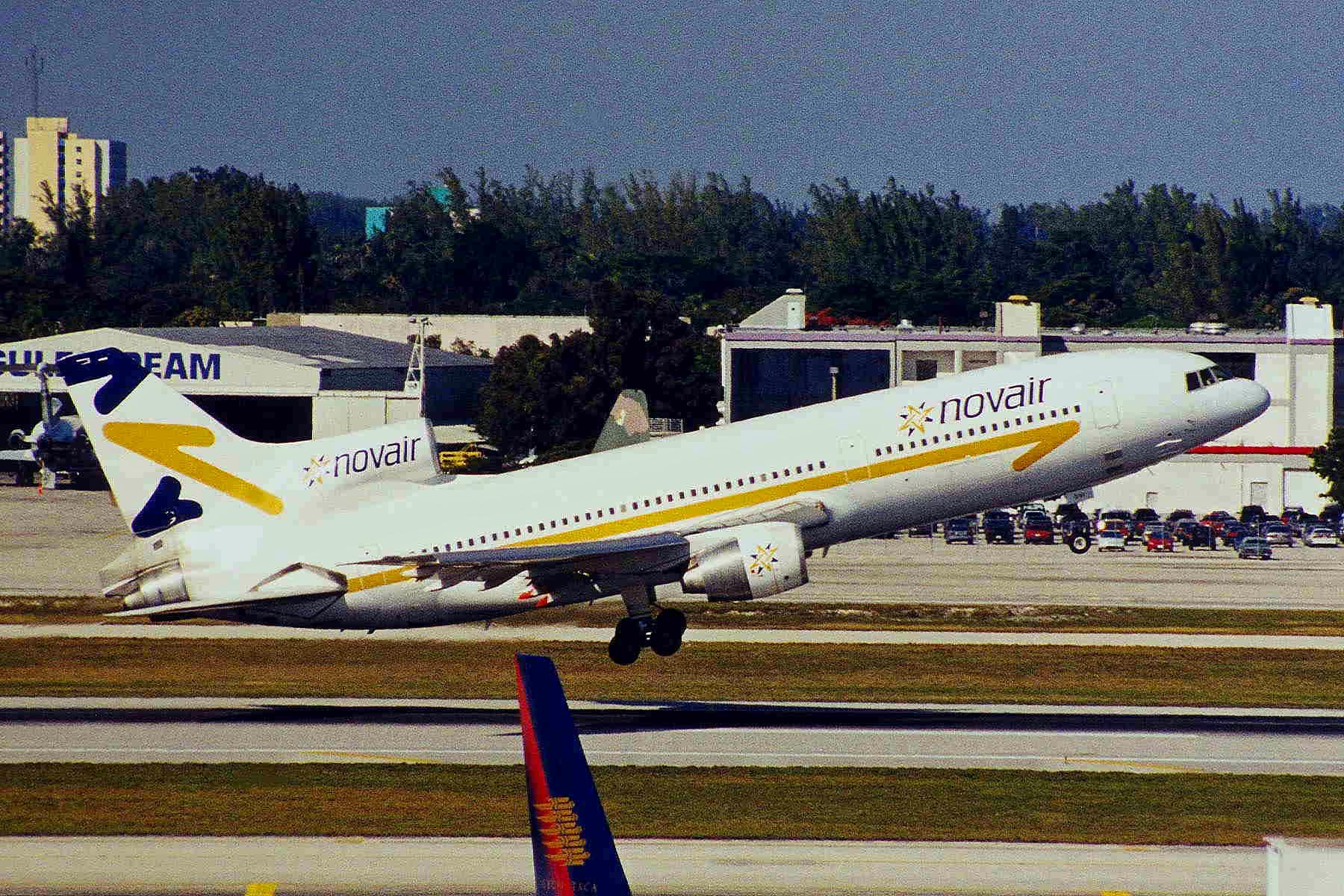
Novair Tristar 500 SE-DVF. Ett av Novairs första medel- och långdistansflyg.

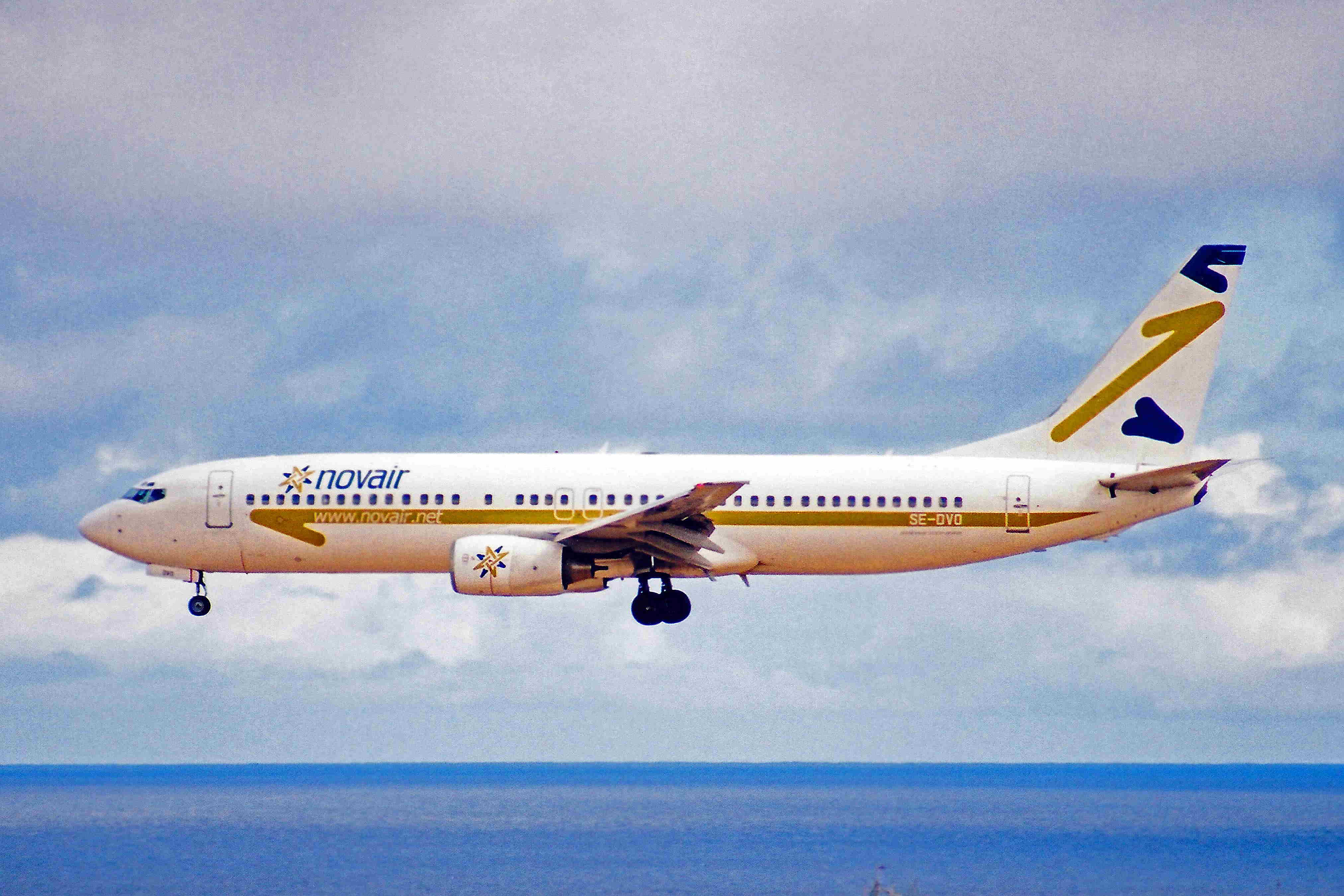
Boeing 737-800 med gamla logotypen

Historisk flotta
| Flygplanstyp                           |  | I tjänst    | Antal | Registrering                   |
| -------------------------------------- |  | ----------- | ----- | ------------------------------ |
| Airbus A321neo                         |  | 2017 - 2023 | 2     | SE-RKA, SE-EKB                 |
| Airbus A321                            |  | 2004 - 2016 | 2     | SE-RDN, SE-RDP SE-RDO          |
| Airbus A320 (Leasad av Titan Airways)  |  | 2016-2017   | 1     | G-POWI                         |
| Airbus A330 (Leasad av Air Europa)     |  | 2010 – 2011 | 1     | EC-KOM                         |
| Airbus A330 (Leasad av Orbest)         |  | 2007 – 2008 | 1     | CS-TRA                         |
| Airbus A330                            |  | 2000 – 2007 | 2     | SE-RBF, SE-RBG                 |
| Boeing 737-300                         |  | 1999        | 1     | ZK-NGE                         |
| Boeing 737-800NG                       |  | 1999 – 2005 | 3     | SE-DVO, SE-DVR, SE-DVU         |
| Lockheed L-1011 TriStar                |  | 1997 – 2000 | 4     | SE-DVX, SE-DVF, SE-DVI, SE-DTC |
| Airbus A330-200 (Leasad av Aer Lingus) |  | 2013 –2014  | 1     | EI-LAX                         |
| Airbus A330-200 (Leasad av Aer Lingus) |  | 2014-2015   | 1     | EI-DAA                         |

## Källhänvisningar
1. ↑  www.flygtorget.se, Flygtorget AB -. ”Flygtorget » Flygnyheter » Flygnyheter » Novair väntar in nya A321”. www.flygtorget.se. http://www.flygtorget.se/Aktuellt/Artikel/?Id=11759. Läst 7 oktober 2016.
2. ↑  ”Apollo säljer Novair”. https://via.tt.se/pressmeddelande/der-touristik-och-apollo-saljer-novair?publisherId=2299296&releaseId=3296544. Läst 19 februari 2023.
3. ↑  ”Flygbolaget Novair avvecklas”. Travel News. 16 februari 2023. https://www.travelnews.se/flyg/flygbolaget-novair-laggs-ner-137-anstallda-ska-sagas-upp-ochfackliga-forhandlingar-har-inletts-skalet-ar-att-apollo-sagt-upp-avtalen-av-leif-holmkvist/. Läst 19 februari 2023.
4. ↑  Fanny Tingstrom (21 februari 2023). ”Flygbolaget Novair avvecklas”. Travel News. https://www.travelnews.se/flyg/flygbolaget-novair-laggs-ner-137-anstallda-ska-sagas-upp-ochfackliga-forhandlingar-har-inletts-skalet-ar-att-apollo-sagt-upp-avtalen-av-leif-holmkvist/. Läst 29 augusti 2024.
5. ↑  ”Novairs vinterdestinationer”. www.novair.se. Arkiverad från originalet den 13 mars 2018. https://web.archive.org/web/20180313144100/http://www.novair.se/destinationer/vinter. Läst 19 mars 2018.
6. ↑  ”Novairs sommardestinationer”. www.novair.se. Arkiverad från originalet den 29 mars 2018. https://web.archive.org/web/20180329140529/http://www.novair.se/destinationer/sommar. Läst 19 mars 2018.
7. ↑  ”Vinterresor – boka vinterns drömsemester på Apollo.se”. web.archive.org. 28 maj 2019. Arkiverad från originalet den 28 maj 2019. https://web.archive.org/web/20190528213636/https://www.apollo.se/resor/charter/vinterresor. Läst 7 juli 2021.
8. ↑  ”Resor till hela världen – boka din resa på Apollo.se”. www.apollo.se. https://www.apollo.se/. Läst 7 juli 2021.
9. ↑  ”Aer Lingus EI-DAA (Airbus A330 - MSN 397)  |  Airfleets  aviation”. www.airfleets.net. http://www.airfleets.net/ficheapp/plane-a330-397.htm. Läst 21 december 2015.